# سوسک تیرهای سمی
سوسک تیرهای سمی (نام علمی: Diamphidia) نام یک سرده از خانواده سوسک برگ است.
لاروها و شفیره‌های این نوع سوسک سمی تولید می‌کنند که بوشمن‌ها از آن برای زهرآگین کردن نوک پیکان‌های خود استفاده می‌کردند. کاوشگر فنلاندی هندریک یاکوب ویکار، که در سال‌های ۱۷۷۳ تا ۱۷۱۷ در آفریقای جنوبی سفر کرده بود، لاروهای آن را «کرم‌های مسموم» توصیف می‌کند. هانس شینتز نخستین دانشمندی بود که روشی را بوشمن‌ها با آن از این سوسک سم استخراج و استفاده می‌شود، کشف و توصیف کرد.